# Гогенберг, Георг
Георг Гогенберг (нем. Georg Hohenberg; 25 апреля 1929, замок Артштеттен, Мельк — 25 июля 2019) — австрийский дипломат, глава рода Гогенбергов, внук эрцгерцога Франца Фердинанда и графини Софии Хотек (погибшей вместе с ним в Сараеве). Кавалер ордена Золотого руна, командор Почётного знака «За заслуги перед Австрийской Республикой», рыцарь Большого креста ордена Пия IX.

## Биография
Георг Гогенберг родился 1929 году в Нижней Австрии в семье герцога Максимилиана фон Гогенберга (сына Франца Фердинанда) и графини Элизабет фон Вальдбург цу Вольфегг унд Вальдзее. В 1977 году после смерти брата Франца (1927—1977) стал главой рода Гогенберг.
Всю жизнь работал дипломатом и был назначен послом во многие страны. Его последним назначением стала должность посла в Ватикане во время Папы Иоанна Павла II.
В последнее время, согласно лотарингским законам престолонаследия, герцог Георг фон Гогенберг стоял во главе Лотарингского дома (будучи старшим потомком эрцгерцога Франца Фердинанда). В Австрии гогенбергская ветвь рода считается морганатической, и наследником престола признаётся правнук младшего брата Франца Фердинанда — Карл фон Габсбург (род. 1961).
Скончался 25 июля 2019 года.

## Награды
- Большой крест ордена Пия IX
- орден Золотого руна
- Большая золотая награда Штирии[нем.]
- Командорский крест II степени — серебряный знак Почётного знака «За заслуги перед Австрийской Республикой» (1995)[3]

## Семья
В 1960 году женился на принцессе Элеоноре Ауэршперг-Бройннер (1928—2021). У супругов родилось 3 детей и 7 внуков:
- Николаус, 4-й герцог Гогенберг (род. 3 июля 1961), женат на Мари-Элизабет фон Вестфален цу Фюрстенберг (род. в 1963 году), 
  - Карл Гогенберг (род. 24 июня 1991), женился на баронессе Марии Ассунте фон Лоэ (род. 1998), 12 июня 2021 года. У них двое детей.
  - Иоанна Гогенберг (род. 23 февраля 1993)
  - Тереза Гогенберг (род. 20 апреля 1996)
  - София Гогенберг (род. 20 апреля 2000)
- Генриетта Гогенберг (род. 9 ноября 1962), не замужем. Детей нет.
- Максимилиан Гогенберг (род. 25 января 1970), женился в 2000 году на Эмилии Оливе Каттанео Виети
  - Николаус Гогенберг (род. 7 ноября 2001)
  - Луиза Гогенберг (род. 21 февраля 2004)
  - Леопольд Гогенберг (род. 30 ноября 2006)